# Helen Fairbrother
Helen Fairbrother,là người Anh thứ 3 giành được vương miện Hoa hậu Quốc tế. Cô đăng quang năm 1986 trong đêm chung kết được tổ chức tại Nagasaki, Nhật Bản.

1 năm sau ngày đăng quang, cô tiếp tục tham dự cuộc thi hoa hậu Vương quốc Anh nhưng chỉ dừng lại ở vị trí á hậu 2.